# 乙醇药理学
乙醇药理学涉及两方面：药效学（它如何影响身体）和药动学（身体如何处理它）。在体内，乙醇主要影响中枢神经系统，起到中枢抑制剂的作用，使人镇静、放松和减轻焦虑。乙醇完整的机制仍为一研究领域，但乙醇已被证明会影响配体门控离子通道，特别是γ-氨基丁酸A型受体（GABAA受体）。

## 藥理

### 效應動力學
研究證明乙醇的確切作用機制難以捉摸，仍未完全受到了解。在很大程度上是由於酒精獨特的生化特性，要識別乙醇的分子生物學靶點會異常困難。具體來說，乙醇是種分子量非常低的化合物，其作用效力非常低，僅在非常高（毫摩爾每公升(mM)）濃度下才會產生影響。由於這些原因，酒精與大多數藥物不同，目前還不可能採用傳統的生化技術來直接評估乙醇與受體或離子通道的結合。相反的，研究人員不得不依靠功能研究來闡明乙醇的作用。此外，雖然已經確定乙醇是調節離子通道以介導其作用，離子通道是複雜的蛋白質，它們的相互作用和功能因不同的蛋白質亞基組成和保留細胞信號（例如信號脂類）的調節而變得複雜。
在過去幾十年裡，理解乙醇的藥效學方面獲得很大進展。雖然目前還沒有確定和清楚分辨乙醇的結合位點，但乙醇似乎是影響離子通道，尤其是配體門控離子通道，來介導其對中樞神經系統的作用。功能分析發現，乙醇可增強或抑制多種離子通道的活性，包括GABAA受體、離子型穀氨酸AMPA受體、紅藻氨酸受體、和N-甲基-D-天門冬胺酸受體（NMDA受體）、甘氨酸受體、菸鹼型乙酰膽鹼受體、5-HT3受體、電壓門控鈣通道、BK通道等，然而許多這些作用僅在非常高的濃度下才會發生，在使用休閒劑量乙醇的時候可能沒有藥理學意義，目前尚不清楚在乙醇的影響上，個別的作用如何或會達到何種程度。乙醇長期以來，在任何情況下一直表現出與GABAA受體的正變構調節劑（如苯二氮䓬類藥物、巴比妥類藥物、和各種全身麻醉劑）的作用相似。事實上，功能測定發現乙醇可增強GABAA介導的電流。因此乙醇主要作用機制，在理論上，同時被廣泛認為是GABAA受體正變構調節劑。但乙醇對其他離子通道的不同作用，或許，也確實非常可能是有其影響。
最近有項研究顯示，有種非天然脂類磷脂酰乙醇(PEth)的積累與脂類門控離子通道上的PIP2激動劑競爭位點。這提出一種新的間接機制，並表明代謝物，而不是乙醇本身，可以影響乙醇中毒的主要靶點。目前已知乙醇的許多主要靶點（包括GABAA受體）是與PIP2結合。但需要對PEth在每個主要靶點的作用做研究。

#### 獎勵和強化行動
飲酒的強化作用是由過氧化氫酶和其他氧化酶（如大腦中的細胞色素P-4502E1）產生的乙醛所介導。雖然乙醛與乙醇的一些不利和毒性作用有關，但它似乎在中腦邊緣通路（獎賞途徑）多巴胺系統的激活中有核心的作用。
乙醇具有的獎勵和增強（即成癮）特性是通過其對中腦邊緣通路（獎勵）中的多巴胺神經元介導的影響，通路把腹側被蓋區連接到伏隔核(NAcc)。乙醇的主要作用之一是對NMDA受體的變構抑制和GABAA受體的促進（例如，通過受體的變構調節增強GABAA受體介導的氯化物通量）。在高劑量時也會抑制神經元中的大多數配體門控離子通道和電壓門控離子通道。

#### 濃度與效果的關係
| 毫克每公合 | 毫摩爾/升 | 體積百分濃度 | 影響                                                                                           |
| ---------- | --------- | ------------ | ---------------------------------------------------------------------------------------------- |
| 50         | 11        | 0.05%        | 欣快、健談、鬆弛、快樂、歡喜、喜悅、高興。                                                     |
| 100        | 22        | 0.1%         | 抑制中樞神經系統、壓抑焦慮、壓抑壓力、鎮定、噁心、可能嘔吐、運動感覺功能受損、記憶和認知受損。 |
| >140       | 30        | >0.14%       | 例如供應大腦的血液減少、言語模糊，視線重複或模糊。                                             |
| 300        | 65        | 0.3%         | 木僵、意識模糊、麻木、頭暈、失去知覺。                                                         |
| 400        | 87        | 0.4%         | 酒精中毒、醉酒、酩酊大醉、有可能死亡。                                                         |
| 500        | 109       | >0.55%       | 失去知覺、昏迷、及死亡。                                                                       |

娛樂性攝入乙醇的濃度通常在1到50毫莫耳/升（mM）的範圍內。非常低濃度（如1到2mM）的乙醇，除非是對酒精非常敏感的人，否則會沒有或是檢測不出影響。社交飲酒時會攝入略高於5到10mM的水準，會產生可測量到的影響，包括視力變化、焦慮降低、和適度的行為抑制解除。當在15到20mM水準時會導致某種程度的鎮靜和運動不協調，此時不適合駕駛機動車輛。在美國，合法駕駛的最高血液酒精濃度約為17至22mM。到休閒乙醇濃度上限的20至50mM的範圍時，中樞神經系統受到的抑制更為明顯，展現出的有完全醉酒、深度鎮靜、健忘症、嘔吐、催眠狀態、最後是失去知覺。正常人通常不會攝入超過50mM的水準，因此通常不會有生理的問題；但對於乙醇有高度耐受性的酗酒者，他們攝取乙醇的濃度會達到50到100mM的程度。高於100mM濃度，尤其是在100到200mM之間，除非是酗酒者，對其他的人會有致命的效果。

#### 已知乙醇對於中樞神經系統作用
根據報告，乙醇在不同濃度時做功能測定時，會有以下作用：
- GABAA受體正變構調節劑（主要是含有GABRD（英语：GABRD）的受體）[17]
- NMDA受體負變構調節劑[10][17]
- Decreased levels of Nitric Oxide in brain medulla[22]
- 腦延髓中一氧化氮水準降低[22]
- 繼發於其他作用，中腦邊緣通路中多巴胺和內源性鴉片類藥物的水準升高[14][17]
- AMPA受體負變構調節劑[10]
- 紅藻氨酸受體負變構調節劑[10]
- 甘氨酸受體正變構調節劑 [7]
- 血清素受體正變構調節劑 [7]
- 內源性鴉片類受體正變構調節劑[10]
- 蕈毒鹼型乙醯膽鹼受體正變構調節劑。
- 菸鹼型乙酰膽鹼受體正變構調節劑[8][23]
- 5-HT3受體正變構調節劑
- 甘氨酸再攝取抑制劑（英语：Glycine reuptake inhibitor）[24]
- 腺苷再攝取抑制劑[25]
- 多巴胺再攝取抑制劑
- L-型鈣通道阻滯劑（英语：channel blocker）
- GIRK通道（英语：G protein-coupled inwardly-rectifying potassium channel）開放劑

乙醇對配體門控離子通道的一些作用, 特別是菸鹼乙酰膽鹼受體和甘氨酸受體，是根據劑量而定，乙醇的濃度導致增強或是抑制。這似乎是因為乙醇對這些通道的影響是正負變構調節作用加總後而得。

### 代謝動力學

#### 吸收
乙醇的攝取方式可透過口服、透過呼吸系統吸入、直腸吸收、或是注射（例如靜脈注射）來達成，但通常是用口服方式。口服乙醇的生物利用度約為80%，或是更高。在禁食的志願者中，血液酒精濃度與乙醇攝取劑量呈正比率增加。血液酒精濃度可透過攝入數量除以個體體重（扣除水分稀釋的因素）來做估計通常在飲者攝入30至90分鐘內達到循環峰值水水準，平均的時間為45至60分鐘。
消化道中的食物，及胃是影響乙醇吸收最重要的因素。空肚吸收乙醇比飽肚快得多。食物有延遲吸收乙醇效果，無論是在酒前、同時、還是酒後才進食，效果相似。食物的類型，無論是脂肪、碳水化合物、還是蛋白質，也無關緊要。食物不僅會減慢乙醇的吸收，還會降低乙醇的生物利用度，而把循環濃度降低。有研究發現，前一晚禁食的人攝入酒精後僅半小時就會達到循環峰值水準。

#### 分佈
乙醇經攝入後會迅速分佈到全身。最快達到的是有最大血液供應的組織。所以乙醇主要是影響到大腦、肝臟, 和腎臟。其他血液供應較低的組織（例如如骨骼）需要更多的時間來分佈乙醇。乙醇通過簡單的被動運輸過程，很容易穿過生物膜和血腦屏障。乙醇的分佈體積約每公斤0.55升。它的血漿蛋白結合性很弱或根本不結合。

#### 代謝
乙醇在体内主要通过胃和小肠吸收再入肝脏进行代谢，主要靠醇脱氢酶（ADH）、醛脱氢酶（ALDH）、微粒体乙醇氧化酶系（包括细胞色素P450 2E1酶）的参与下进行。个体酒精代谢的差异也是由于这些酶的基因多态性所致。其中，ADH1B 和 ALDH2 分别是 ADH 和 ALDH 的2个重要亚型。ADH1B和ALDH2 基因多态性与多种疾病（消化系统疾病、神经退行性变及代谢性疾病等）相关。
大約90%的乙醇在肝臟代謝。被摄取至肝脏的乙醇大部分被肝细胞液中的ADH催化脱氧而成乙醛，ALDH的主要作用则是将有毒的乙醛氧化为无毒的乙酸盐，后者进入三羧酸循环（TCA cycle）后，最终代谢成为二氧化碳和水而排出体外。
乙酸鹽還與輔酶A結合形成乙酰輔酶A，而參與代謝途徑。醇脫氫酶和醛脫氫酶在肝臟中的濃度最高，但在全身廣泛分布，醇脫氫酶也會存在胃和小腸之中。除醇脫氫酶之外, 微粒體乙醇氧化酶系（MEOS），特別是由細胞色素P450 2E氧化酶 CYP2E1 所介導，是乙醇代謝的另一個重要途徑。CYP2E1是乙醇酵素誘導物，雖然醇脫氫酶會處理急性或低濃度乙醇，但MEOS在較高濃度或重複/長期使用乙醇時則占主導地位。少量乙醇轉化形成乙基葡萄醣醛酸和硫酸乙酯。也可能另有代謝途徑在典型濃度時會代謝多達25到35%的乙醇。

#### 消除
乙醇主要代謝成二氧化碳和水，從體內排出，約5到10%乙醇會在尿、呼吸和汗液中以原始形態排除。攝入酒精後在96小時（3至5天）之內仍可在尿液中檢測到乙醇或其代謝物的痕跡。